# The Lone Deranger
The Lone Deranger er Hallucinogens andet album, udgivet den 1. september 1997 på sit eget pladeselskab Twisted Records.

## Trackliste
1. . "Demention"
2. . "Snakey Shaker"
3. . "Trancespotter"
4. . "Horrorgram"
5. . "Snarling" (Remix)
6. . "Gamma Goblins Pt.2"
7. . "Deranger"
8. . "Jiggle Of The Sphinx"
9. . "Synthesizzler"" (Bonus)